# Festung Lichauri
Die Festung Lichauri (oder Tschanieti) (georgisch ლიხაურის ციხე) ist eine mittelalterliche Festung in der georgischen Region Gurien in der Munizipalität Osurgeti zwischen den Dörfern Lichauri und Tschanieti. Der Legende zufolge wurde die Festung von der georgischen Königin Tamar im 12. Jahrhundert errichtet. Daher stammt der zweite Name Festung von Tamar (georgisch თამარის ციხე).
1774 wurde Lichauri neben den Festungen Askana und Bukisziche von türkischen Truppen besetzt. Im gleichen Jahr wurde sie von dem imeretischen König Solomon I. und Fürsten von Gurien Mamia I. Gurieli zurückerobert. 
Ende des 19. Jahrhunderts diente die Festung als Militärstützpunkt der russischen Armee.